# Autal (Naturschutzgebiet)
Autal ist ein Naturschutzgebiet (NSG-Nummer 1.100) im Gebiet der Gemeinde Bad Überkingen im Landkreis Göppingen in Baden-Württemberg. Mit Verordnung  vom 19. März 1982 hat das Regierungspräsidium Stuttgart das Gebiet unter Naturschutz gestellt. 

## Lage
Das Schutzgebiet liegt auf Markung Bad Überkingen unmittelbar nordöstlich angrenzend an den Ortsteil Aufhausen der Stadt Geislingen an der Steige an einem Nordhang des Autals. Es liegt im Naturraum 094-Mittlere Kuppenalb innerhalb der naturräumlichen Haupteinheit 09-Schwäbische Alb. Es ist Teil des 5.430 Hektar großen FFH-Gebiets Nr. 7423342 Filsalb und des 39.597,3 Hektar großen Vogelschutzgebiets 7422441 Mittlere Schwäbische Alb. Der größte Teil des Gebiets ist unter dem Namen Waldschutzgebiet Märzenhalde (Nr. 200016) als Schonwald ausgewiesen.

## Schutzzweck
Schutzzweck ist die Erhaltung einer hervorragend ausgebildeten Schluchtwaldgesellschaft an den nördlich exponierten Talhängen des Autales. Zur Albhochfläche hin wird das Gebiet durch einen Felskranz mit bis zu 25 m Höhe begrenzt, welcher artenreiche Moosvorkommen aufweist. Man findet dort zahlreiche Karstquellen im Bereich des Weißjura Beta, die unter Tuffbildung als Wildwasserläufe in mehreren Gerinnen durch die genannte, über weite Strecken offenliegende Formation als Wasserfälle hinabstürzen. Sie bilden eine dem natürlichen Zustand gleichende Bachlandschaft.
Die Hauptquelle besitzt auch kulturhistorische Bedeutung, da sie vor der Installierung der Albwasserversorgung das Trinkwasser für die Gemeinde Aufhausen lieferte. Das Quellwasser entfließt einer teilweise begehbaren Karsthöhle. Eine etwas in Verfall geratene Weganlage mit hang- wie talseitigen Stützmauern führt zu der Höhle.
Besonders bemerkenswert und außerordentlich schützenswert ist ein Massenvorkommen (nahe 100.000) des Märzenbechers (Leucojum vernum).  

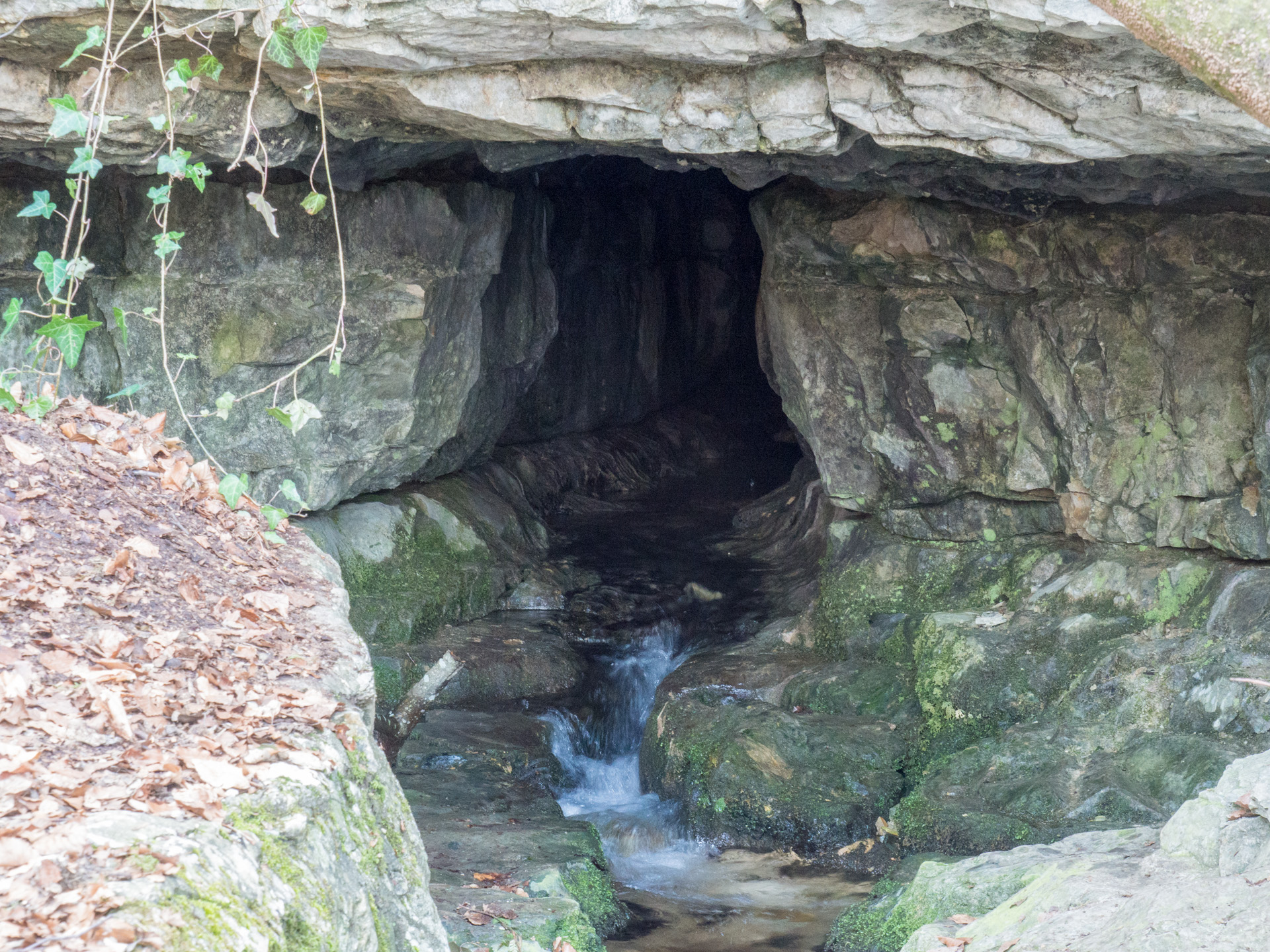
Eine der Karstquellen im Autal
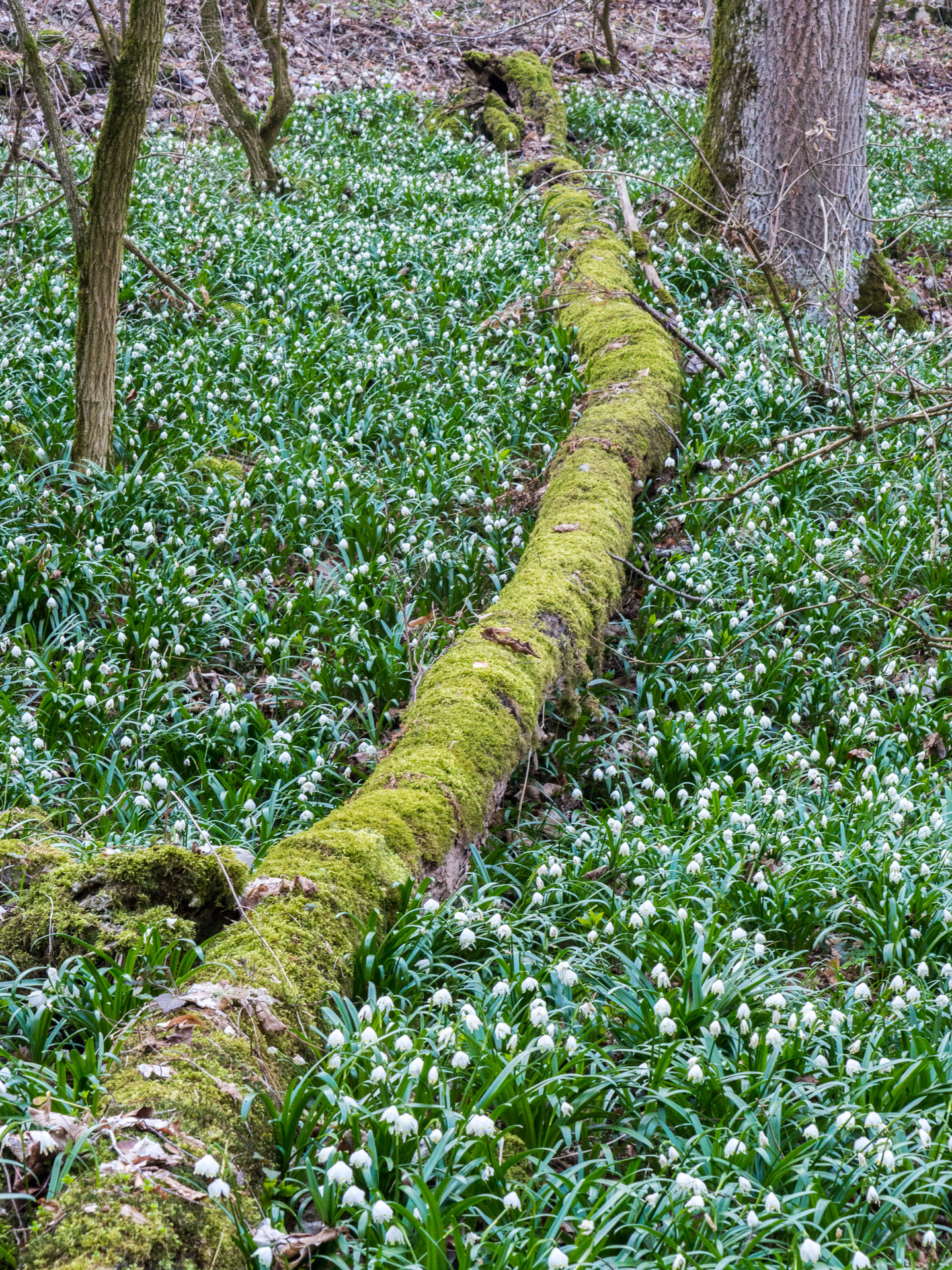
Massenhaftes Vorkommen von Märzenbechern im Wald des Autals
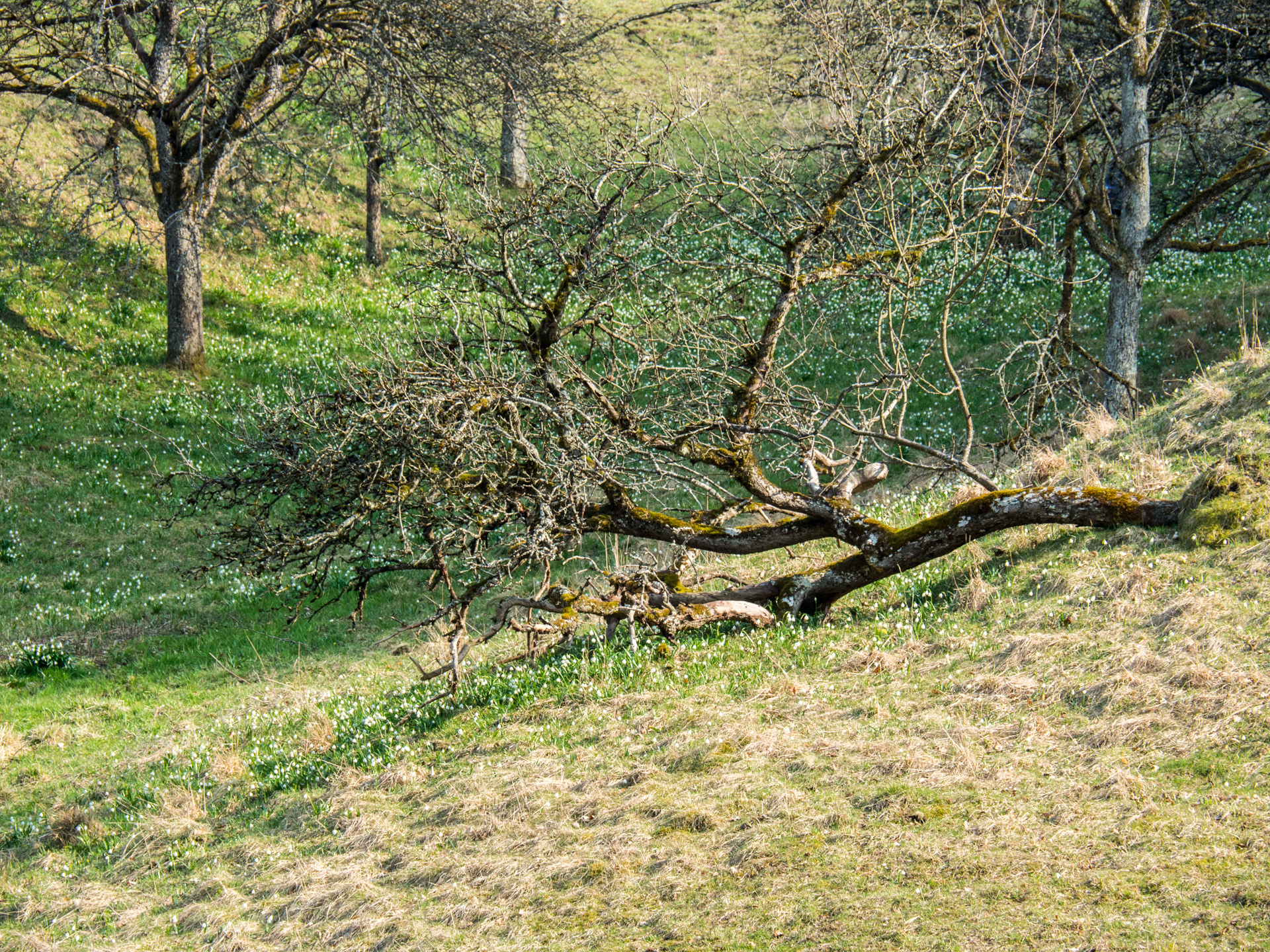
Märzenbecher auf einer ehemaligen Streuobstwiese im Autal